# Värmland
Värmland je švedska pokrajina u Svealandu. 

## Administrativna podjela
Tradicionalne pokrajine u Švedskoj nemaju administrativnu ili političku svrhu, ali su povijesni i kulturni subjekt. Veći dio pokrajine dio je županije Värmland, a manji istočni dio županije Örebro. 

## Zemljopis
Värmland se nalazi u zapadnom središnjem dijelu Švedske na granici s Norveškom i sjevernoj obali najvećeg švedskog jezera Vänerna. Graniči s pokrajinama Västergötland, Dalsland, Dalarna, Västmanland i Närke. Prostire se na 18.164 km².

## Stanovništvo
Prema podacima iz 2009. godine u pokrajini živi 311.652 stanovnika dok je prosječna gustoća naseljenosti 17 stanovnika na km².
| Županija                   | Stanovništvo |
| -------------------------- | ------------ |
| Värmland, dio              | 273.097      |
| Örebro, dio                | 38.152       |
| Västra Götaland, periferno | 403          |